# William Joseph Levada
William Joseph Levada, född 15 juni 1936 i Long Beach, Kalifornien, död 26 september 2019 i Rom, Italien, var en amerikansk kardinal inom romersk-katolska kyrkan. Han var ärkebiskop av Portland 1986–1995 och därefter ärkebiskop av San Francisco 1995–2005. Åren 2005–2012 var Levada prefekt för Dikasteriet för trosläran.

## Studier och prästvigning
William Joseph Levada föddes 1936 som son till Joseph Levada, Jr. och Lorraine Nunez Levada. Hans förfäder härstammade från Portugal och Irland, och de immigrerade till San Francisco-området under 1860-talet.
Levada studerade vid St. John's prästseminarium i Camarillo, Kalifornien. Mellan 1958 och 1961 bedrev han studier vid Pontifical North American College i Rom. Detta college har sitt säte på norra Janiculum och vid Santa Maria dell'Umiltà i närheten av Fontana di Trevi. Vid Gregoriana ägnade han sig åt fördjupade studier i teologi. Levada prästvigdes i Peterskyrkan den 20 december 1961 av Martin John O'Connor, titulärärkebiskop av Laodikeia.
Under de följande fem åren verkade Levada som församlingspräst i ärkestiftet Los Angeles, bland annat i Santa Monica. Han arbetade även som lärare. Därefter återvände han till Rom för att där fortsätta sina studier vid Pontifical North American College. Han avlade doktorsexamen i teologi 1971, och kom under några år att undervisa vid St. John's i Camarillo. Inom kort förärades han med titeln monsignore. 1976 inledde Levada sitt arbete vid Troskongregationen vid den romerska kurian och tjänade under tre påvar, Paulus VI, Johannes Paulus I och Johannes Paulus II. Under denna tid undervisade han även halvtid vid Gregoriana.

## Biskop Levada
Den 12 maj 1983 vigdes Levada till titulärbiskop av Capreae och hjälpbiskop av Los Angeles. Han kom under de följande åren att omorganisera ärkestiftets interna struktur. Den 1 juli 1986 utnämndes Levada till ärkebiskop av Portland. Han främjade bland annat undervisningen vid seminariet i Mount Angel, omorganiserade den katolska välgörenhetsorganisationen samt lät renovera kyrkobyggnader.
År 1987 fick Levada och sex andra biskopar i uppdrag av kardinal Ratzinger att redigera den kommande katekesen. Arbetet med katekesen fullbordades 1993, och året därpå kom den första engelskspråkiga översättningen. Denna fick revideras efter att bland andra Levada själv kritiserat det inklusiva språket och istället förordat en mera ordagrann översättning.
I augusti 1995 utsågs Levada till hjälpbiskop av San Francisco för att fyra månader senare efterträda den ordinarie ärkebiskopen John Raphael Quinn. Några av ärkebiskop Levadas mest uppmärksammade åtaganden var att reglera homosexuellas rättigheter. Han tillät en församling med övervägande homosexuella medlemmar, Most Holy Redeemer Church i distriktet Castro i San Francisco, att fortsätta med sin pastorala och karitativa verksamhet i ärkestiftet. I november 2000 blev Levada på halvtid ledamot av Troskongregationen; han kunde dock stanna kvar i Kalifornien. Under sin tid som ärkebiskop vigde han två hjälpbiskopar för stiftet.
Under 1990-talet uppdagades pedofiliskandaler inom katolska kyrkan i USA, och från flera håll riktades det kritik mot ärkebiskop Levada. Enligt dessa röster hade han i Portland hållit en pedofil om ryggen och även misslyckats med att avskeda flera präster som anklagats för pedofili och sexuella trakasserier. Därtill skall han, enligt uppgift, ha sekretessbelagt betydelsefullt bevismaterial mot dessa präster. I egenskap av ordförande för styrelsen vid Saint Patrick's, ett prästseminarium i Menlo Park, fick han ta itu med avskedandet av seminariets dekanus Milton T. Walsh, som hade arresterats för sexuella trakasserier och innehav av barnpornografi.
Många traditionalister inom katolska kyrkan har beklagat ärkebiskop Levadas vägran att i stiftet tillåta mässliturgi enligt tridentinsk rit.

## Rom – prefekt och kardinal
Den 2 april 2005 avled påve Johannes Paulus II och kom efter sjutton dagar att efterträdas av kardinal Joseph Ratzinger som antog namnet Benedictus XVI. Den 13 maj utsåg den nye påven Levada att efterträda honom som prefekt för Troskongregationen. Bedömare har ansett att valet föll på Levada, eftersom Ratzinger och Levada under flera år samarbetat inom Troskongregationen samt att Levada var en av teologerna bakom den nya redigeringen av katekesen. Levada lade ned sin biskopsstav den 17 augusti samma år.
Som prefekt för Troskongregationen kom Levada tämligen omgående att få en inflytelserik position vid den romerska kurian, och den 24 mars 2006 utsåg Benedictus XVI honom till kardinaldiakon med Santa Maria in Domnica som titelkyrka. Levada är även ordförande för Påvliga bibelkommissionen och Internationella teologiska kommissionen samt ledamot av bland annat Biskopskongregationen och Kongregationen för helgonförklaringar.
I egenskap av prefekt för Troskongregationen var kardinal Levada den främste försvararen av katolska kyrkans doktriner inom morallära och teologi. Han fungerade även som åklagare mot de kyrkomedlemmar som avfaller från det som Kyrkan lär.

## Protest mot samkönade äktenskap
Ärkebiskop Levada ledde i april i San Francisco en protestmarsch mot samkönade äktenskap. Denna marsch kritiserades i skarpa ordalag av HBT-organisationer. 2004 hade han formulerat följande:
| ” | Heterosexual marriage, procreation and the nurturing of children form the bedrock of the family, and the family unit lies at the heart of every society. To extend the meaning of marriage beyond a union of a man and a woman, their procreative capacity, and their establishment of family represents a misguided understanding of marriage. | „ |